# Ov krütz oder quer!

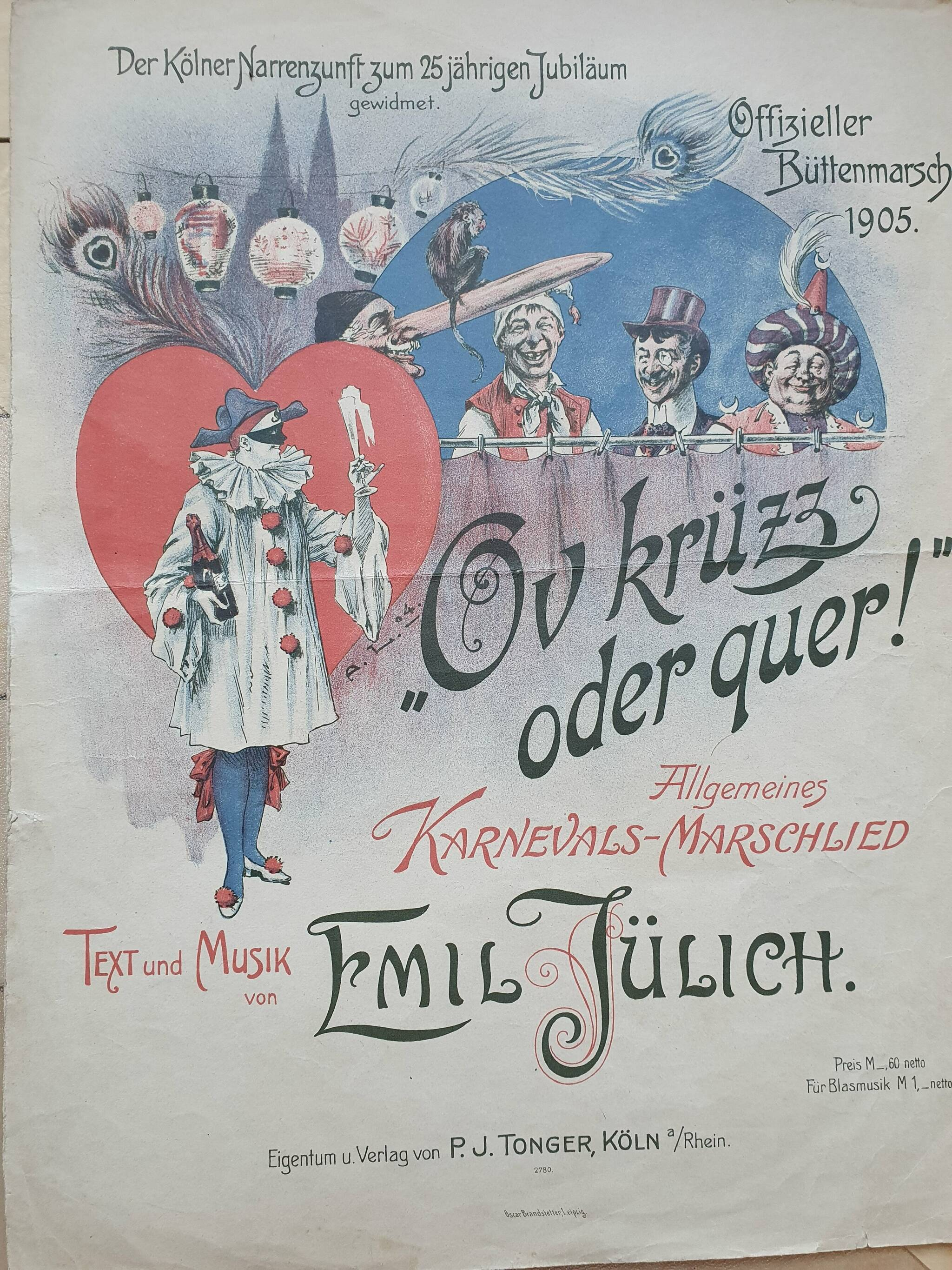
Notenblatt Ov krütz oder quer! von Emil Jülich bei Tonger 1905

Ov krütz oder quer! (auch E Johr eß vergange) ist ein Karnevalslied mit Musik und Text von Emil Jülich.

## Lied
Der Komponist widmete der Kölner Narren-Zunft zu ihrem 25. Jubiläum im Jahr 1905 den Büttenmarsch. Das Lied im Marschtakt hat sechs Strophen, und nach jeder Strophe wird der Refrain wiederholt.
Die Erstveröffentlichung fand beim Verlag Tonger statt. Das Lied wurde im Laufe der Zeit von Horst Muys, Wicky Junggeburth und vielen andern Sängern interpretiert.
Der Refrain „Ov krüzz oder quer, ov Knäch oder Hähr, Mer looße nit un looße nit vum Fasteleer“ sagt aus, dass egal was kommen mag, man sich nicht vom Fasteleer, dem rheinischen Karneval, abhalten lasse. Bei einem der ersten Vorträge des Liedes im Januar 1905 verglich der Sitzungspräsident der Großen Allgemeinen, Peter Prior, die Parole des Liedes mit dem Rütlischwur.

### Text
Das Stück behandelt verschiedene Themen, darunter die Vergänglichkeit der Zeit, den Widerstand gegen karnevalsfeindliche Strömungen, gesellschaftliche Konflikte und die besondere Lebensart der Kölner.
In der ersten Strophe wird das vergangene Jahr reflektiert:

“E Johr eß vergange, e Johr eß am Engk; Mer weiß, wat e Jöhrchen off nimmb und off brängk.”

„Das Jahr ist vergangen, ein Jahr ist zu Ende; Man weiß, was ein Jährchen oft nimmt und oft bringt.“

Trotz Höhen und Tiefen bleibt die ausgelassene Stimmung bestehen: „Doch meer sin noch löstig, juchheißa juchhe,“ – ein klares Bekenntnis zur Freude am Leben, unabhängig von persönlichen Schicksalsschlägen.
Die zweite Strophe greift auf, dass es immer wieder Versuche gab, den Karneval einzuschränken oder zu verbieten. Unbekannte „Herren“ kamen nach Köln und wollten den Karneval aus moralischen Gründen abschaffen: „Die Welt ist verdorben, nur wir sind noch gut, drum muss man beseitigen den Fasching am Rhein.“  Der Text setzt sich dagegen zur Wehr und stellt die rhetorische Frage:

“No mööch ich wesse, wat han meer gedonn, Dat grad uns “Beß” no soll zom Kuckuck gonn?”

„Nun möchte ich wissen, was haben wir getan, dass gerade unser ‚Bestes‘ nun soll zum Kuckuck gehen?“

Damit wird der Karneval als essenzieller Bestandteil der Kölner Identität verteidigt. Die dritte Strophe thematisiert gesellschaftliche Spannungen:

“Wohin mer hück süht un wohin mer hück geiht, Mer hööt nur vun Zänk un vun Kreeg un vun Neid”

„Wohin man heute sieht und wohin man heute geht, man hört nur von Zank und von Krieg und von Neid“

In einer Welt voller Konflikte hält Köln am Karneval fest, denn „Spaß und Freude“ sowie „Gemütlichkeit“ werden als Gegenmittel zur allgemeinen Unruhe gesehen. Die vierte Strophe hebt die Gastfreundschaft und die offene, ehrliche Natur der Kölner hervor. Fremde kommen an den Rhein, um „Frohsinn, Gesang und auch Wein“ zu genießen, und werden herzlich aufgenommen. Der Text lobt die Aufrichtigkeit der Kölner:

“För Falschheit un Löge eß keiner ze han”

„Für Falschheit und Lügen ist keiner zu haben“

Diese Offenheit und Lebensfreude machen Köln zu einem idealen Ort für den Karneval.
Die fünfte Strophe bezieht sich direkt auf den Rosenmontag, den Höhepunkt des Kölner Karnevals. Der „Prinz mit Zimbum und Hurrah“ zieht durch die Straßen, begleitet von den Funken – den traditionellen Karnevalsgarden: „Die Funken stolzieren hellrot und hellblau.“ Es wird die Begeisterung der Zuschauer beschrieben, insbesondere die Freude der Kinder über Blumensträuße und Bonbons.
Die sechste und letzte Strophe schlägt einen patriotischen Ton an. Der Wunsch nach Frieden wird betont: „Mög Gott uns erhalde der Fridde noch lang.“ Gleichzeitig wird die Verbundenheit mit dem Rheinland und dessen Schutzbereitschaft ausgedrückt:

“Un röf ens der Kaiser: ‚Beschötzt meer der Rhing!‘ Dan sage meer: ‚Kaiser, der Rhing, dä bliev Ding!‘”

„Und ruft mal der Kaiser: ‚Beschützt mir den Rhein!‘ Dann sagen wir: ‚Kaiser, der Rhein, der bleibt dein!‘“

Dies spiegelt eine starke regionale Identität wider.
Der Refrain Ov krüzz oder quer, ov Knäch oder Hähr, Mer looße nit un looße nit vum Fasteleer! zieht sich durch das gesamte Lied und betont, dass Karneval alle Menschen verbindet – unabhängig von sozialem Status oder Herkunft. Der Karneval wird als unverwüstliche Tradition dargestellt, die von Generation zu Generation weitergegeben wird.

## Karnevalsmotto
Das Lied wurde zum Jubiläum 200 Jahre organisierter Kölner Karneval das Motto der Session 2023, das lautete: „200 Jahre Kölner Karneval: Ov krüzz oder quer“. Es war damit auch das Motto des Kölner Rosenmontagszugs. Schon 2017 war es das Motto des Karnevalsumzugs von Köln-Bickendorf.